# Cryptoblepharus megastictus
Espèce
Cryptoblepharus megastictus est une espèce de sauriens de la famille des Scincidae.

## Répartition
Cette espèce est endémique d'Australie. Elle se rencontre en Australie-Occidentale et dans le Territoire du Nord.

## Publication originale
- Storr, 1976 : The genus Cryptoblepharus (Lacertilia: Scincidae) in Western Australia. Records of the Western Australian Museum, vol. 4, no 1, p. 53-63 (texte intégral).